# Будинок Вікторова
Прибутковий будинок Анатолія Вікторова — пам'ятка архітектури місцевого значення в Одесі на вулиці Спиридонівській, 8 у стилі неоготика. Архітектором проєкту був Микола Добачевський, що побудував у Києві будинок Підгорського.

## Назва
Цей будинок також зустрічається під назвою Дохідний дім Ушера Сігала, роботи архітектора Павла Ульриховича Клейна. 
Однак деякі джерела позгначають, що це помилкова назва, під якої він внесений у список пам'яток. Ніби то для Сігала була зроблена перебудова першого поверху в 1908 році.

## Опис
Будинок став першим, що має внутрішній двір-колодязь. Фасад щедро прикрашений візерунками, колонами, арками та розетками. У правій його частині можна побачити вежу, а в лівій – великий напівкруглий балкон. Ризалітів у споруди два.

## Галерея

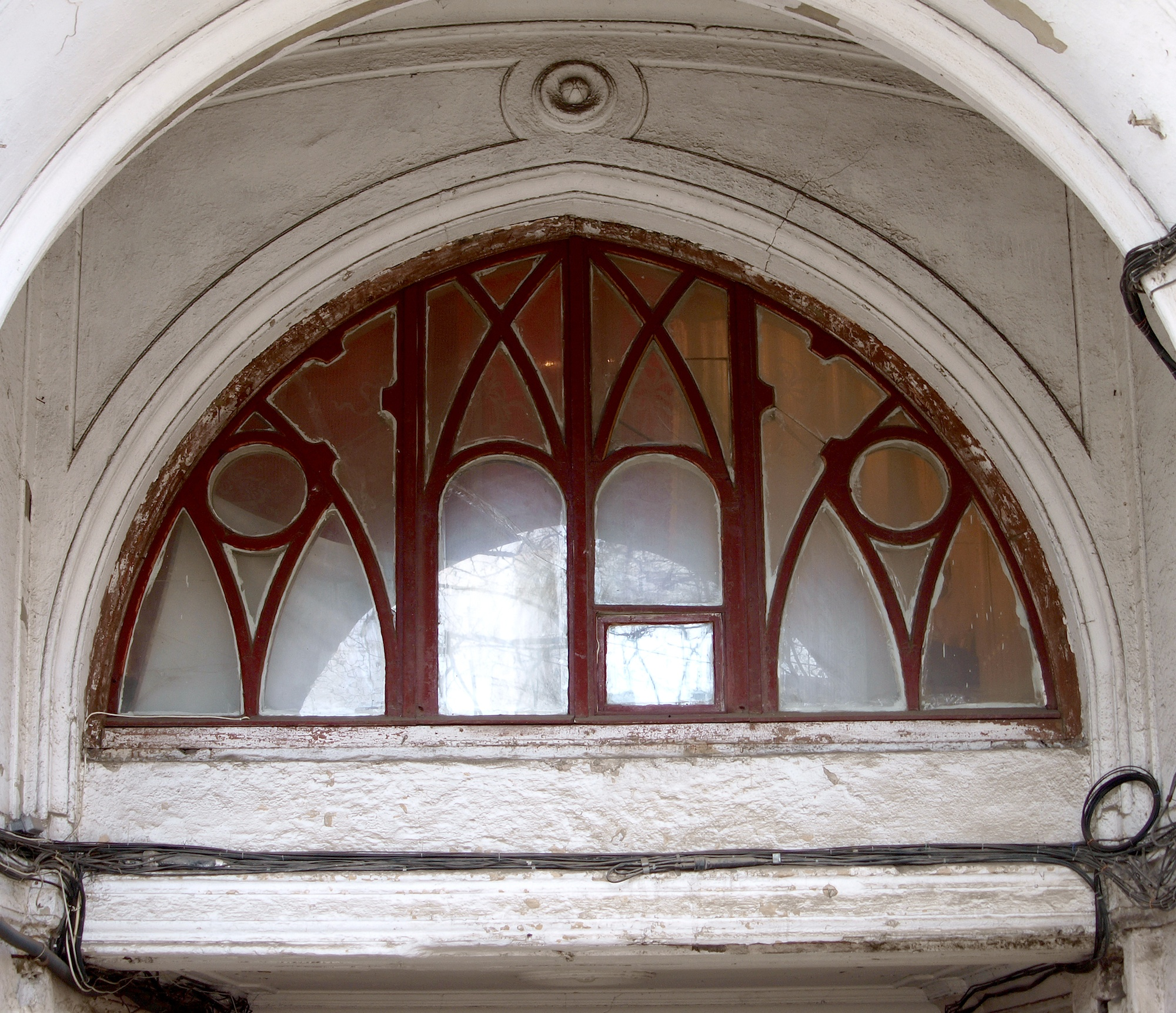
Масверк
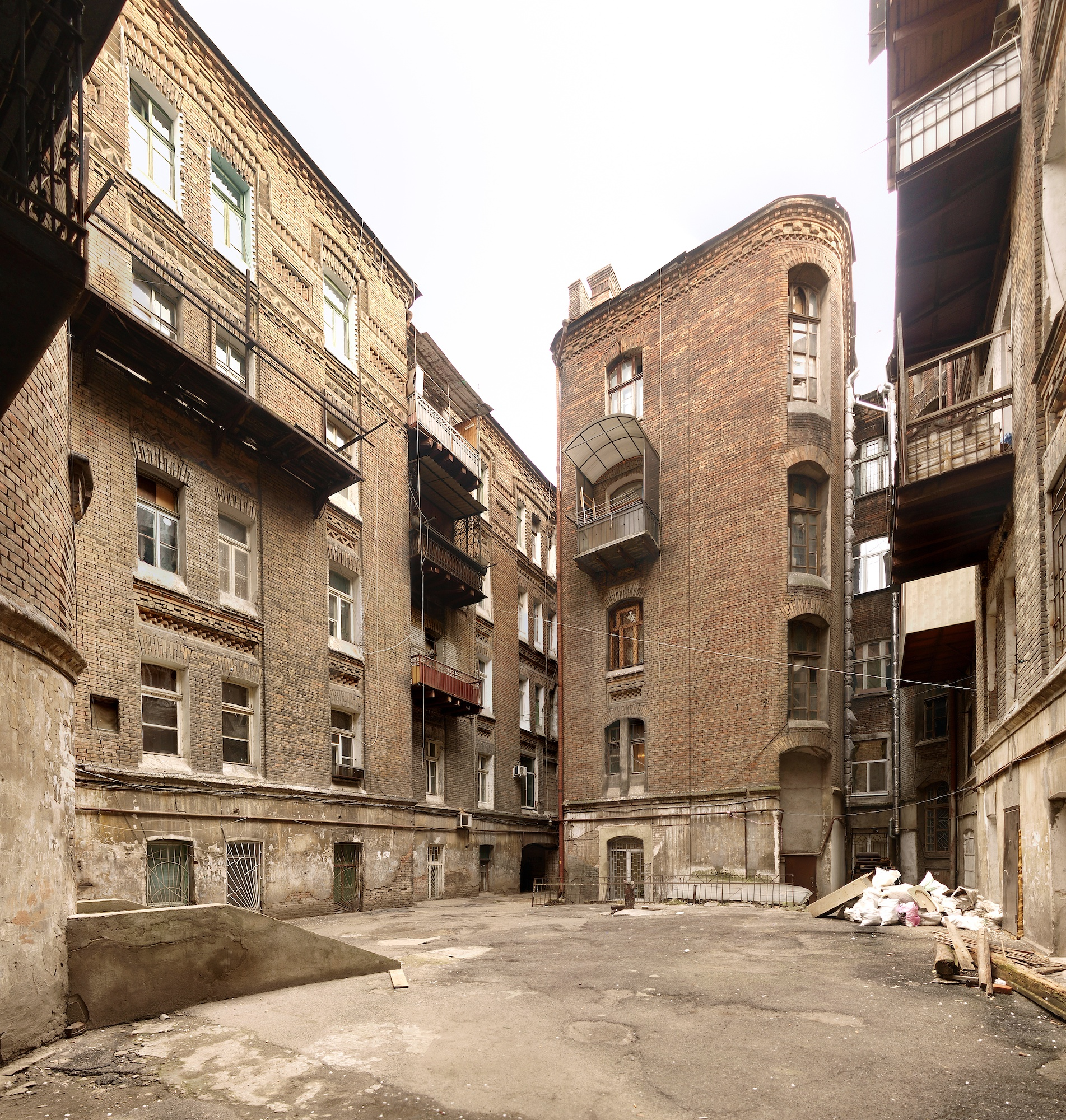
Двір
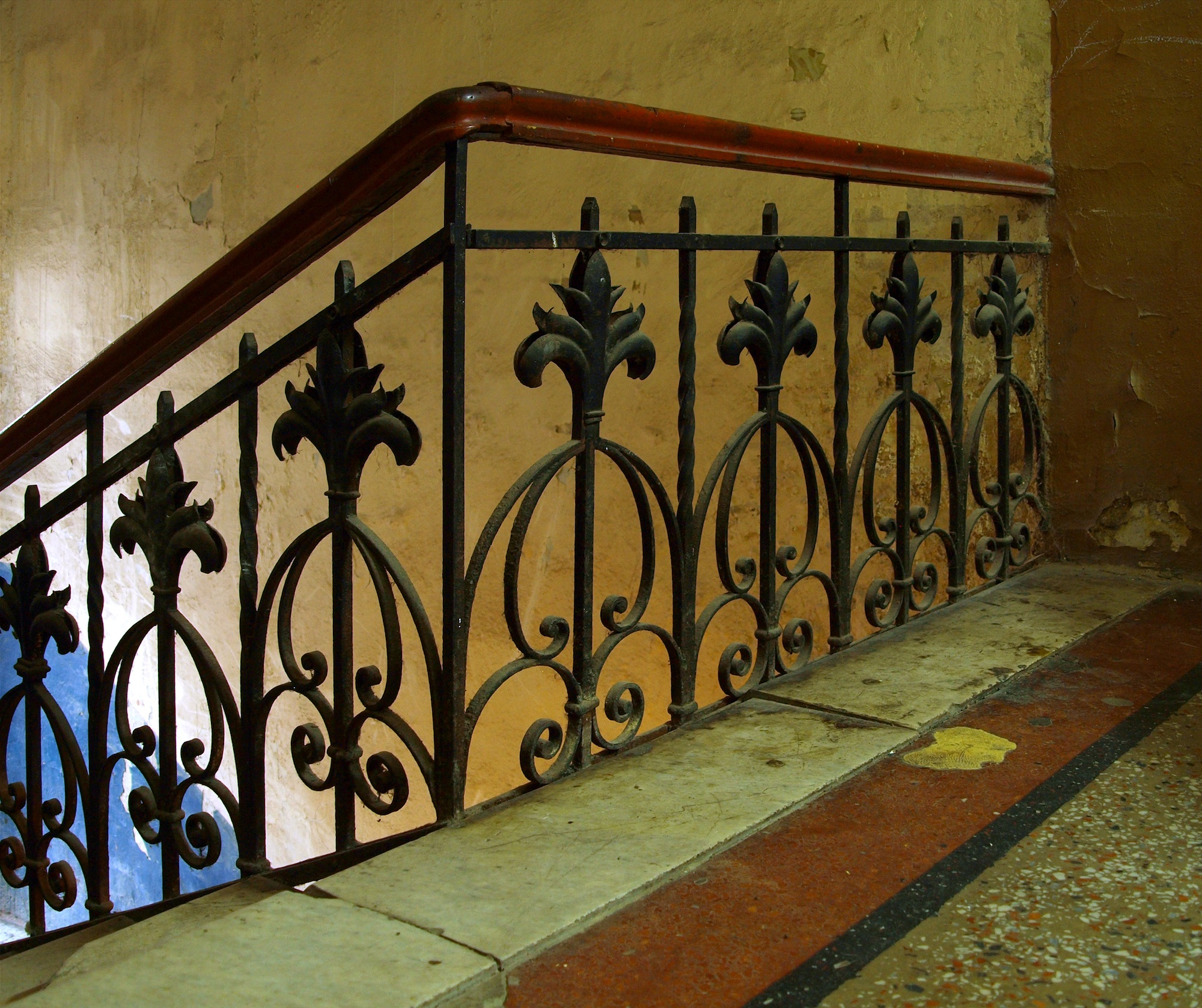
Перила
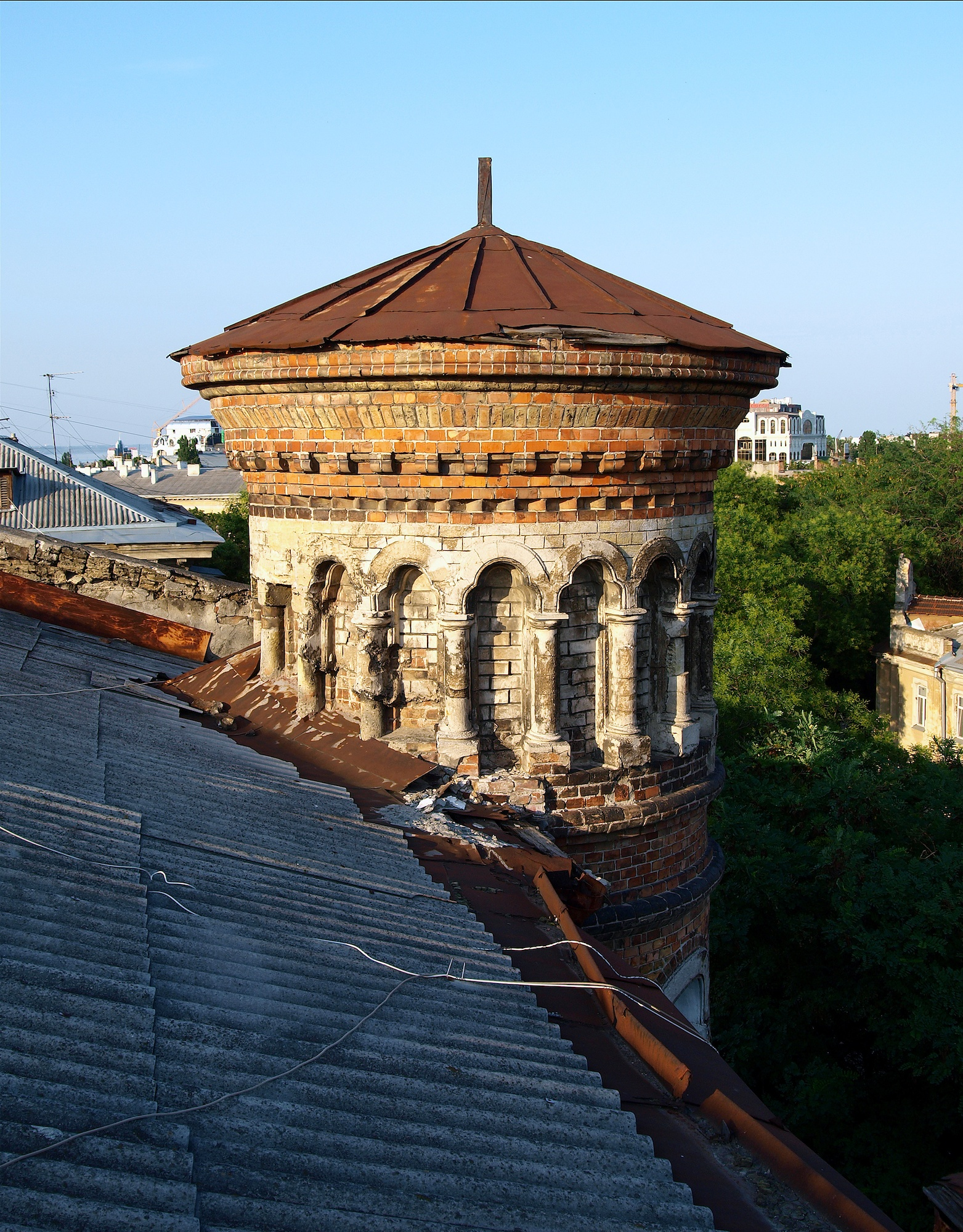
Башта